# Ellicottville (villa)
Ellicottville es una villa ubicada en el condado de Cattaraugus en el estado estadounidense de Nueva York. En el año 2000 tenía una población de 472 habitantes y una densidad poblacional de 218 personas por km².

## Geografía
Ellicottville se encuentra ubicada en las coordenadas 42°16′31″N 78°40′18″O / 42.27528, -78.67167.

## Demografía
Según la Oficina del Censo en 2000 los ingresos medios por hogar en la localidad eran de $37,750, y los ingresos medios por familia eran $43,750. Los hombres tenían unos ingresos medios de $36,750 frente a los $19,306 para las mujeres. La renta per cápita para la localidad era de $22,348. Alrededor del 12.3% de la población estaban por debajo del umbral de pobreza.